# Mark Janssens (radiopresentator)
Mark Janssens is godsdienstwetenschapper en werkt als journalist en presentator voor de Vlaamse radiozender Klara.
Op Klara bracht hij verschillende reeksen, onder andere over Offenbach, Tsjakovski, Harnoncourt. Hij presenteert elke weekdag in de namiddag Maestro, waarin de grote klassiekers in uitvoeringen van vandaag en gisteren ten gehore worden gebracht.
Op 35-jarige leeftijd nam hij loopbaanonderbreking om deel te nemen aan het kloosterleven in de abdij van Averbode.
In 2016 werd hij genomineerd voor de Grote Prijs Jan Wauters.